# Fèlix d'Amat i Lentisclà
Fèlix d'Amat i Lentisclà   ( - 1749) fou un noble, poeta i estudiós de la Catalunya, arxiver de l'Acadèmia de Bones Lletres de Barcelona entre els anys 1741 i 1743. Va heretar del seu pare Francesc d'Amat i Planella el castell de Castellar. El 1747 es va casar amb la noble Francesca de Rocabertí i Descatllar, ex-religiosa. El matrimoni no tingué fills i a la mort de Fèlix el 1749, fou succeït per la seva germana Maria Teresa d'Amat i Lentisclà.